# 6457 Кремсмюнстер
6457 Кремсмюнстер (6457 Kremsmünster) — астероїд головного поясу, відкритий 2 вересня 1992 року.
Тіссеранів параметр щодо Юпітера — 3,289.